# 1428
Évszázadok: 14. század – 15. század – 16. század
Évtizedek: 1370-es évek – 1380-as évek – 1390-es évek – 1400-as évek – 1410-es évek – 1420-as évek – 1430-as évek – 1440-es évek – 1450-es évek – 1460-as évek – 1470-es évek
Évek: 1423 – 1424 – 1425 – 1426 –  1427 – 1428 – 1429 – 1430 – 1431 – 1432 – 1433

## Események

### Határozott dátumú események
- augusztus 30. – Rozgonyi Simon szepesi kanonok kerül a veszprémi püspöki székbe.[1]
- október 12. – Az angolok Orléans-t ostromolják.
- október 24. – Salisbury grófja, az angol sereg vezére halálos sebet kap Orléans ostrománál.

### Határozatlan dátumú események
- április–május – Zsigmond serege Galambóc várát ostromolja, de II. Murád szultán felmenti a várat,[2] maga Zsigmond is alig menekül meg. (A török győzelem következtében Szerbia és Havasalföld is behódol a szultánnak.)
- az év folyamán –
  - A husziták betörnek a Felvidékre és Pozsonyig pusztítják az országot.
  - Az aztékok megalakítják Tenochtitlan, Texcoco és Tlacopán városállamok katonai szövetségét, és ezzel az Azték Birodalmat.

## Születések
- május 3. – Pedro González de Mendoza, spanyol bíboros és államférfi († 1495)
- szeptember 8. – Alanus de Rupe, teológus († 1475)
- szeptember 21. – Zhū Qíyù, kínai császár a Ming-dinasztia idején († 1457)
- november 22. – Richard Neville, Warwick grófja, angol nemes, katona, államférfi, a rózsák háborújának egyik kulcsfigurája († 1471)

Bizonytalan dátum
- Donato Acciaioli, itáliai tudós († 1478)

## Halálozások
- ősz folyamán – Masaccio, olasz korai reneszánsz festő (* 1401)
- november 3. – Thomas Montacute, Salisbury grófja
- Sókó japán császár